# Arne möter döden
Arne möter döden är en svensk kortfilm från 2022 i regi av Lars Vega (Lars Persson).

## Handling
År 1995 knackar Döden på hos Arne. Arne ber Döden om att få uträtta några ärenden före han tar med sig honom till dödsriket. Döden går med på det men det blir inte riktigt som han föreställt sig.

## Rollista[2]
- Hans Mosesson – Arne
- Carl Magnus Dellow – Döden
- Sten Ljunggren – Nyström
- Ulla Lyttkens – änkan
- Mathias Fransson – Knatte 1 (Familjen Isaksson)
- Göran Hedemalm – Knatte 2 (Familjen Isaksson)
- Rune Sjögren – Knatte 3 (Familjen Isaksson)
- Rolf Sjögren – Pappa Isaksson